# Liste der Baudenkmäler in Vöran
Die Liste der Baudenkmäler in Vöran (italienisch Verano) enthält die acht als Baudenkmäler ausgewiesenen Objekte auf dem Gebiet der Gemeinde Vöran in Südtirol.
Basis ist das im Internet einsehbare offizielle Verzeichnis der Baudenkmäler in Südtirol. Dabei kann es sich beispielsweise um Sakralbauten, Wohnhäuser, Bauernhöfe und Adelsansitze handeln. Die Reihenfolge in dieser Liste orientiert sich an der Bezeichnung, alternativ ist sie auch nach der Adresse oder dem Datum der Unterschutzstellung sortierbar.

## Liste
| Foto |                 | Bezeichnung                                             | Standort                                | Eintragung                   | Beschreibung | Metadaten                                                              |
| ---- | --------------- | ------------------------------------------------------- | --------------------------------------- | ---------------------------- | --- | ---------------------------------------------------------------------- |
| ja   | Datei hochladen | Maria-Hilf-Kapelle in der Gassen ID: 17947              | 46° 36′ 56″ N, 11° 12′ 47″ O            | 24. Okt. 1983 (BLR-LAB 6146) | Einfache Hauskapelle aus dem 17. Jahrhundert, wurde 1827 vergrößert.                                                  | KG: Vöran Bauparzelle: 18                                              |
| ja   | Datei hochladen | Ödngut (Schwarzhütt) mit Heilig-Kreuz-Kapelle ID: 17952 | 46° 37′ 19″ N, 11° 15′ 5″ O             | 24. Okt. 1983 (BLR-LAB 6146) | Ländliches Wohnhaus/Bauernhof Bau mit historisierenden Elementen um 1900. Kapelle: romanisierender Stil, 1927 geweiht | KG: Vöran Bauparzelle: 98? (oder 447, 446) Grundparzelle: 1088, 1090/1 |
| BW   | Datei hochladen | Paag ID: 17953                                          | 46° 37′ 1″ N, 11° 15′ 52″ O             | 24. Okt. 1983 (BLR-LAB 6146) | Gotisches Wohnhaus mit veränderter Fassade.                                                                           | KG: Vöran Bauparzelle: 105                                             |
| ja   | Datei hochladen | Pfarrkirche St. Nikolaus mit Friedhof ID: 17950         | 46° 36′ 18″ N, 11° 13′ 33″ O            | 24. Okt. 1983 (BLR-LAB 6146) | Kirche, Langhausmauern um 1330, Turm mit achteckigem Spitzhelm 1484, Schiff und Seitenkapelle 18. Jahrhundert.        | KG: Vöran Bauparzelle: 52 Grundparzelle: 736                           |
| ja   | Datei hochladen | Plattner ID: 17949                                      | 46° 36′ 14″ N, 11° 13′ 19″ O            | 24. Okt. 1983 (BLR-LAB 6146) | Ländliches Wohnhaus/Bauernhof                                                                                         | KG: Vöran Bauparzelle: 47                                              |
| ja   | Datei hochladen | St. Anna in Aschl ID: 17954                             | 46° 36′ 44″ N, 11° 15′ 4″ O             | 24. Okt. 1983 (BLR-LAB 6146) | Kirche, einfacher Bau, erbaut 1902.                                                                                   | KG: Vöran Bauparzelle: 155                                             |
| ja   | Datei hochladen | Thöt mit St.-Anton-Kapelle ID: 17948                    | 46° 36′ 36″ N, 11° 13′ 4″ O             | 24. Okt. 1983 (BLR-LAB 6146) | Ländliches Wohnhaus/Bauernhof Gotischer Bau. Kapelle: Hölzerner Dachreiter aus dem 18. Jahrhundert                    | KG: Vöran Bauparzelle: 29/1                                            |
| ja   | Datei hochladen | Wieser ID: 17951                                        | Bachweg 12 46° 36′ 15″ N, 11° 13′ 39″ O | 24. Okt. 1983 (BLR-LAB 6146) | Ländliches Wohnhaus/Bauernhof, Stube mit Feldertäfelung und kunstvollen Einlegearbeiten                               | KG: Vöran Bauparzelle: 56/1                                            |

Falls bei einem Baudenkmal keine Koordinaten bekannt sind, werden ersatzweise die Katasterdaten zum Zeitpunkt der Unterschutzstellung angegeben. Diese sind weder offiziell noch zwingend aktuell.
Die vom Landesdenkmalamt übernommenen Adressen können veraltet sein.
| Foto:   | Fotografie des Denkmals. Klicken des Fotos erzeugt eine vergrößerte Ansicht. Daneben finden sich zwei Symbole: |
| ID      | Identifikator beim Südtiroler Landesdenkmalamt                                                                 |
| KG      | Katastralgemeinde                                                                                              |
| MD      | Ministerialdekret                                                                                              |
| BLR-LAB | Beschluss der Landesregierung – Landesausschussbeschluss                                                       |